# موكوكوسيكي

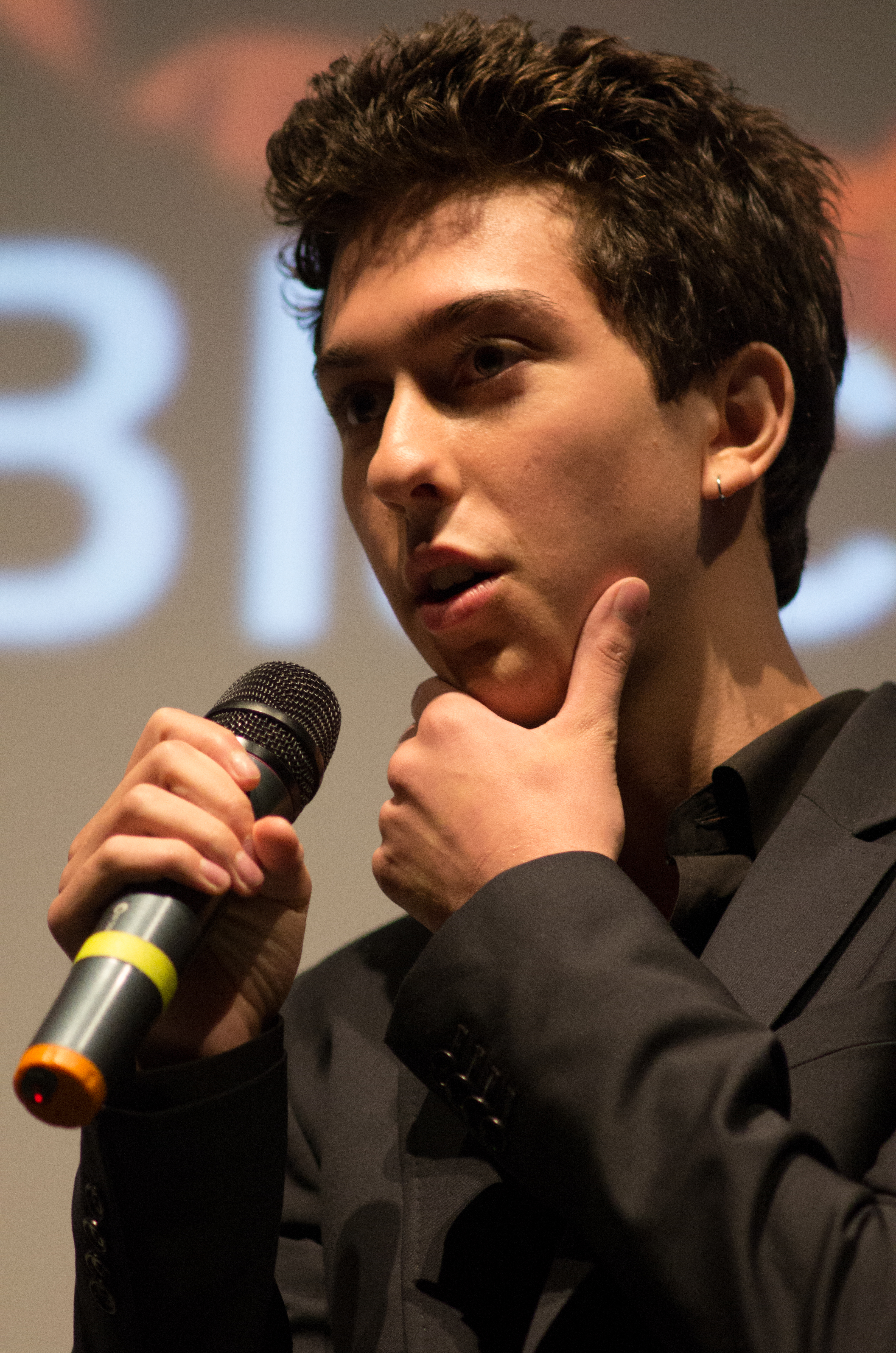
قام الممثل (نات وولف) بأداء شخصية لايت تيرنر ، و هو النسخة الأمريكية القوقازية من لايت ياجامي الشخصية الغامضة عنصرياً ، في فيلم مذكرة الموت Death Note الذي تم عرضه عام 2017.

موكوكوسيكي (باليابانية: 無国籍 ، و تعني بالعربية "انعدام الجنسية" أو تشير للشخص الذي ينتمي لمجموعة عرقية غير مجنسة " ) هو مصطلح ياباني يصف الشخصيات الخيالية التي يتم تصويرها دون جنسية أو مجموعة عرقية محددة ، خاصة في الأنمي والمانغا. يستخدم هذا المصطلح عادتًا لإنتقاد وسائل الإعلام اليابانية ، مثل عندما يُنظر إلى شخصية بأنها تمتلك خصائصًا غير واضحة عنصرياً أو "محايدة ثقافياً" أو غربية بشكل نمطي في بيئة يمكن أن يفترض بها أنها من الناحية العرقية اليابانية. يعتقد أنه مهم بشكل خاص في سياق التأثيرات الأجنبية على الثقافة و الترفيه الياباني و كذلك التسويق اللاحق لهذه البرامج تجاه الجمهور من غير اليابانيين.
ومن الأمثلة البارزة على شخصيات التي يمكن تطبيق مصطلح الـميكوكوسيكي عليها هي شخصية هيلو كيتي  ، و لايت ياغامي من أنمي مذكرة الموت  ، و ماريو من أمتياز ماريو ،  وقد تم تطبيق المصطلح أيضًا على الكتاب مثل موراكامي هاروكي المقارنة بنوع أدبي.

## التاريخ
في الواقع يمكن أن تختلف آثار استعمال المصطلح في وسائل الإعلام المرئية اليابانية بشكل كبير بين أنماط الفن المختلفة  إما باستخدام عناصر محايدة ثقافياً أو خليط من العديد من التأثيرات الثقافية المختلفة . ومع ذلك، جادل أحد المؤلفين حيث قال أن "|فـ|ـي التفتيش القريب [...] فإن التواصل بين الشخصيات و الخصائص الثقافية أكثر تعقيداً بكثير من مجرد عرض خصائص الوجه اليابانية ".
و عمل بغض علماء الدراسات الآسيوية أمثال بيرليا أونا-ماريا و كريستين يانو على وصف الموكوكوسيكي على أنه مرتبطة ارتباطًا وثيقًا بوجوهرية بمصطلحالكاواي ، وهو مفهوم تجريبي لـ "اللطافة" أو "الرقة ، الجمال الفاتن " الذي يعد أمرًا جوهريًا في التسويق و الجاذبية الدولية للممتلكات الفنية والتجارية اليابانية مثل هيلو كيتي. حددت كريستين يانو النجاح العالمي الذي حصدته شخصية هيلو كيتي في السبعينيات كمرشدة في أسلوب الموكوكوسيكي و مؤشر على استراتيجية تسويقية صاغتها باسم العولمة الوردية ، لكنها جادلت بأن الموكوسيكى بدلاً من فصل الموضوع عن الفئات العرقية القائمة "ممتلئة بالثقافة الأوروبية الأمريكية أو العرق"، ووجزها أحد المعلقين كخطاب حيث "أي شيء غير أبيض ، أنغلو ساكسوني ، بروتستانت يعتبر "ثقافة عرقية" من قبل معظم الناس. "
و تم اعتبار أحد الأسباب المفترضة لارتفاع شخصية الموكوكوسيكي كسلسلة هو الرغبة في تسويق المنتجات اليابانية في جميع أنحاء العالم دون أن يظهر أنها يابانية ، بسبب المشاعر المعادية اليابانية المستمرة في الولايات المتحدة وكذلك العديد من البلدان الآسيوية المجاورة ، وخاصة نتيجة جرائم الحرب اليابانية خلال الحرب العالمية الثانية. تم ملاحظة خيال ميكوكوسيكي من موراكامي بأنه يتجاوز الانقسامات التاريخية مثل تلك بين اليابان والصين ، حيث حقق مستوى من الوضع الثقافي الشعبي في كل من البر الرئيسي للصين و تايوان و أصبح أول كاتب ياباني يعتبر على نطاق واسع في هذا الأخير بعد نزاع دبلوماسي بين اليابان و جمهورية الصين بشأن اعتراف اليابان بقيام الجمهورية الصين الشعبية عام 1972. حقق موراكامي ، وهو "غنم أسود" من المؤسسة الأدبية اليابانية ، تقدم مماثل في كوريا الجنوبية العدائية تاريخياً ويعتقد أنه ألهم حركة عبر وطنية من الكتاب الآسيويين الشرقيين في جميع أنحاء المنطقة.

## الآثار والتأثيرات
بالإضافة إلى زيادة التجاذبية الدولية للممتلكات المحايدة ثقافيا، قام براين روح بتعبير سوزان جي نايبير في وصف الموكوكوسيكي بأنه "طريقة لليابانيين المعاصرين للهروب عن مفاهيمهم الخاصة باليابان ومشاعرهم الخاصة باليابانيين... يمكن أن تكون أجسام موكوسيكو المتحفولة خالية من الأمتعة الثقافية والاجتماعية للجثثات المادية". وقد ذكرت روايات شعبية أخرى أنه بسبب إعداداتها الخيالية أو الجمالية وتمثيلاتها "المجردة" لجسم الإنسان ، فإن المانغا والأنمي منفصلة بطبيعتها عن فئات الحياة الحقيقية من العرق ، وبالتالي فإن شخصياتها جميعها من الطبيعي الموكوسيكا .
وجدت دراسة الوعي باللغة في وسائل الإعلام الشعبية اليابانية أن سمات مثل الشعر الأزرق والخطاب المميزة استخدمت على نطاق واسع كمختصر لوصف الشخصيات الأجنبية ، ووصفت بأنها صورة "مهمة" للأجانب ، حيث كان الأمريكيون هم أكثر الجنسية تضررا. لاحظت عالمة الدراسات الآسيوية لورا ميلر أن انتشار الشعر اللون الخفيف والعيون الزرقاء يزداد كخيارات تجميلية في مشاهد جي بوب ومجالات أخرى من ثقافة الشباب اليابانية ، مؤكدة تأثيرات هذه الجماليات على التصورات التقليدية للعرق والجنسية.

## النقد
وقد تلقت موكوكوسيكي بعض الانتقادات بشكل خاص في سياق القوة الناعمة التي يقدمها أو لا يقدمها للثقافة اليابانية في العالم الغربي ،  مع عدم وجود قيم يابانية متميزة وصفتها بأنها تجعل رأس المال الثقافي للإعلام الياباني "لا شيء سوى وهم". انتقد كاتب لمصادر الكوميديا أيضاً تكييفات الأفلام الغربية لأخذ شخصيات ميكوكوسيكي فرصة لتحويل الأدوار الرئيسية في أعمال مثل The Last Airbender (2010) أو Death Note (2017).

## الإشارات
1. 1 2 3  Kato, Hiloko and Bauer, René. "Mukokuseki and the Narrative Mechanics in Japanese Games". Narrative Mechanics: Strategies and Meanings in Games and Real Life, edited by Beat Suter, René Bauer and Mela Kocher, Bielefeld: transcript Verlag, via دي جروتر  [لغات أخرى]‏, 2021, pp. 113-150. https://doi.org/10.1515/9783839453452-006 نسخة محفوظة 2023-12-12 على موقع واي باك مشين.
2. 1 2 3 4  Ruh, Brian. “Conceptualizing Anime and the Database Fantasyscape.” Mechademia: Second Arc, vol. 9, 2014, pp. 164–75. JSTOR via Wikipedia Library, https://doi.org/10.5749/mech.9.2014.0164. Accessed 13 Dec. 2023. نسخة محفوظة 2023-12-13 على موقع واي باك مشين.
3. ↑  Oana-Maria, Birlea. "Hybridity in Japanese Advertising Discourse", Acta Universitatis Sapientiae: Philologica, Vol. 11, no. 2, pp. 55 – 71, December 2019.
4. ↑  Nakagawa, Martha. "Analyzation and critique of a cute global character", Review of Pink Globalization: Hello Kitty’s Trek Across the Pacific by Christine R. Yano, Nichi Bei News. 23 July 2015. Retrieved 25 March 2024. نسخة محفوظة 2024-02-29 على موقع واي باك مشين.
5. ↑  [3]
[4]
6. 1 2 3 4 5  Bîrlea, Oana-Maria. “Soft Power: ’Cute Culture’, a Persuasive Strategy in Japanese Advertising.” TRAMES: A Journal of the Humanities & Social Sciences, vol. 27, no. 3, July 2023, pp. 311–24. EBSCOhost via Wikipedia Library, https://doi.org/10.3176/tr.2023.3.07. نسخة محفوظة 2024-03-01 على موقع واي باك مشين.
7. 1 2 3 4  Altiok, Revna. "What Is Mukokuseki in Anime – And Why Is It Important?" from موارد الكتب المصورة, 24 June 2022. نسخة محفوظة 2024-01-19 على موقع واي باك مشين.
8. ↑  Zhang, X., & Song, H. (2023). The Mukokuseki Strategy and the Application of Pivot Translation in the Localization of Japanese Games. Games and Culture, 0(0).
9. 1 2 3  Strecher, M. (2011), At the Critical Stage: A Report on the State of Murakami Haruki Studies. Literature Compass, 8: 856-869.
10. ↑  Siuda, Piotr; Koralewska, Anna (2014). Japonizacja: anime i jego polscy fani [Japonization: Anime and Its Polish Fans]. Kontinuum (بالبولندية). Gdańsk: Wydawnictwo Naukowe Katedra. p. 70. ISBN:978-83-63434-17-5.
11. ↑  "Haruki Murakami: 'You have to go through the darkness before you get to the light'". the Guardian (بالإنجليزية). 10 Oct 2018. Archived from the original on 2023-06-28. Retrieved 2021-06-17.
12. ↑  Rika Ito & Megan Bisila (2020) Blond hair, blue eyes, and “bad” Japanese: representing foreigner stereotypes in Japanese anime , Language Awareness, 29:3-4, 286-303 Retrieved 25 March 2024.
13. ↑  Miller, Laura. “Deracialisation or Body Fashion? Cosmetic Surgery and Body Modification in Japan.” Asian Studies Review, vol. 45, no. 2, June 2021, pp. 217–37. EBSCOhost, https://doi.org/10.1080/10357823.2020.1764491. نسخة محفوظة 2024-03-12 على موقع واي باك مشين.